# 卢高
卢高（德語：Lugau，發音：[ˈluːɡaʊ] ⓘ）是德国萨克森州厄尔士山县的城市，面积22.29平方千米，2023年12月31日人口为7,771人。